# Geschichtsunterricht in der Schweiz
Geschichtsunterricht bezeichnet jede Form institutionalisierter, insbesondere schulischer Unterweisung in Geschichte. Der Geschichtsunterricht ist nach kantonalen Reglementen organisiert, zusätzlich gibt es Rahmenregelungen durch die sprachregionalen Erziehungsdirektorenkonferenzen und die eidgenössische Erziehungsdirektorenkonferenz. Geschichtsunterricht findet in Volksschulen, Mittelschulen, Berufsschulen und Privatschulen statt, teilweise und kantonal spezifisch gibt es den Geschichtsunterricht nur im Rahmen unterschiedlicher Integrationsfächer.

## Geschichtsunterricht während der obligatorischen Schule (1.–3. Zyklus gemäss LP 21)
Durch die interkantonale Vereinbarung über die Harmonisierung der obligatorischen Schule (HarmoS-Konkordat) wird die Koordination der Lehrpläne auf der sprachregionalen Ebene durchgeführt. In den französischsprachigen Kantonen wurde der «Plan d’études romand» (PER) schon eingeführt. Im Tessin liegt der «Piano di studio» vor, in der deutschsprachigen Schweiz der Lehrplan 21. Der Lehrplan 21 der Schweizerischen Konferenz der kantonalen Erziehungsdirektoren (EDK) vereinheitlicht die kantonalen Lehrpläne der Deutschschweiz. Beim Lehrplan 21 sind alle Deutschschweizer Kantone beteiligt, auch diejenigen, die das HarmoS-Konkordat nicht ratifiziert haben. Das Konzept des Lehrplans 21 kann in den Kantonen an die regionalen Bedürfnisse angepasst werden.

### Geschichtsunterricht auf der Primarstufe (1.–2. Zyklus gemäss LP 21)

#### Deutschschweiz: Fachbereich Natur, Mensch, Gesellschaft (NMG)
Laut Lehrplan 21 ist die historische Bildung im Fachbereich Natur, Mensch, Gesellschaft (NMG) als curriculare Dimension verankert. Der Fachbereich NMG umfasst die vier inhaltlichen Perspektiven: 1. Natur und Technik (NT), 2. Wirtschaft, Arbeit, Haushalt (WAH), 3. Räume, Zeiten, Gesellschaften (RZG) sowie 4. Ethik, Religionen, Gemeinschaft (ERG). Bis Ende Primarschulzeit sind diese vier inhaltlichen Perspektiven in einem Fach zusammengefasst. Es wird auf Handlungsaspekte für die Kompetenzentwicklung, nicht auf Inhalte fokussiert. Die Schüler lernen im Fachbereich NMG die Welt wahrzunehmen, sich die Welt zu erschliessen, neue Perspektiven auf die Welt zu entwickeln, sich in ihr zu orientieren und in ihr zu handeln.

#### Romandie: Sciences humaines et sociales
Der Plan d’études romand (PER) sieht für den Cycle 1 (1.–4. Klasse) u. a. den Fachbereich «Sciences humaines et sociales» vor. Integraler Bestandteil dieses Fachbereichs ist nebst Géographie (relation homme – espace) und Citoyenneté (relation homme – société), auch das Schulfach Histoire (relation homme – temps). Im Schulfach Geschichte erarbeiten sich die Schüler im Cycle 1 die Themen: Beobachtung und Vergleich von Zeitdauern, Verständnis der unterschiedlichen Lebensetappen (Geburt, Kindheit, Erwachsenenalter und Tod) und Spuren der Zeit.

#### Tessin: Dimensione Ambiente
Gemäss Piano di studio bilden im Kanton Tessin auf der Primarstufe die Geistes- und Sozialwissenschaften zusammen mit den Naturwissenschaften das Fach Dimensione Ambiente. Geschichte im engeren Sinne wird im Rahmen dieses Faches ab dem 2. Zyklus (3.–5. Klasse) unterrichtet. Der Schwerpunkt liegt hierbei vor allem auf dem Vergleich der traditionell ländlichen Gesellschaft mit der modernen städtischen Gesellschaft sowie den technologischen, wirtschaftlichen und sozialen Veränderungen im Zuge der Industriellen Revolution.

### Geschichtsunterricht auf der Sekundarstufe I (3. Zyklus gemäss LP 21)
Gemäss Lehrplan 21 dauert die Sekundarstufe I drei Jahre und folgt auf die 8-jährige Primarstufe (inkl. Kindergarten). Eine Ausnahmebestimmung besteht für den Kanton Tessin, der seine vierjährige «Scuola media» beibehalten kann (6.–9. Schuljahr). Der Geschichtsunterricht in der Sekundarstufe I wird darin im Fach «Zeiten – Räume – Gesellschaften» aufgelöst, wobei die Fächer Geschichte und Geographie zusammengelegt werden. Das Fach soll kompetenzorientiert Orientierungswissen in Raum und Zeit sowie grundlegende Kenntnisse in Staatskunde vermitteln. Die lateinische Schweiz, mit Ausnahme Graubündens, akzeptierte HarmoS (für Sekundarstufe I). Im Plan d’études romand (PER) bleibt das Fach Geschichte erhalten, ebenso im Tessin. Die Lernziele basieren sowohl auf Orientierungswissen als auch auf Kompetenzen, wobei in beiden Sprachregionen die Staatskunde prominent vertreten ist.
Das Fach Geschichte hat in den Bildungssystemen der einzelnen Kantone einen unterschiedlichen Stellenwert. Eine Übersicht dieser Systeme findet sich im Lemma Bildungssystem in der Schweiz.

## Geschichtsunterricht auf der Sekundarstufe II

### Geschichtsunterricht auf der Sekundarstufe II (allgemeinbildende Schulen)
Für den Bereich der Mittelschulen gibt es noch keine eidgenössische Harmonisierung, die curricularen Bestimmungen sind dort ausschliesslich kantonal. Die einzelnen Gymnasien und ihre Fachschaften, aber auch die einzelnen Lehrpersonen haben in Bezug auf die inhaltliche Gestaltung des Geschichtsunterrichts traditionell einige Freiheiten. Kantonale Unterschiede drehen sich vor allem um folgende Punkte: Lehrpläne, Stundendotation, Ergänzungsfach-Angebote, Maturaprüfungsfach (ja/nein). Eidgenössische Rahmenbedingungen werden im Maturitätsanerkennungsreglement MAR (1995) geregelt und im Rahmenlehrplan für die Schweizer Maturitätsschulen (1994) empfohlen. Demnach ist Geschichte ein für alle Schweizer Gymnasiasten obligatorisches Grundlagenfach, das zusammen mit den anderen geistes- und sozialwissenschaftlichen Fächern (Geografie, allenfalls Wirtschaft&Recht und/oder Philosophie) zwischen 10 und 20 Prozent aller Lektionen umfasst. Der Unterricht soll dabei kompetenzorientiert erfolgen. Der Unterricht wird vor allem mit Themen aus der Frühen Neuzeit und der Neueren/Neuesten Geschichte gestaltet. Dem Geschichtsunterricht an den Mittelschulen ist durch die kantonalen Reglemente die Staatskunde (Politische Bildung) mit aufgegeben.

### Geschichtsunterricht auf der Sekundarstufe II (berufsbildende Schulen)
Der berufsbildende Unterricht in der Schweiz ist eidgenössisch geregelt durch das Staatssekretariat für Bildung, Forschung und Innovation (SBFI). Dementsprechend sind auch die curricularen Bestimmungen für den Geschichtsunterricht national geregelt. Der Anteil der Staatskunde (Politische Bildung) liegt höher als an allgemeinbildenden Schulen. Auch hier haben Lehrpersonen eine hohe Gestaltungsfreiheit, es dominieren Themen aus der Frühen Neuzeit und der Neueren/Neuesten Geschichte.

## Gegenwart und öffentliche Diskussion
Drei Faktoren bestimmen die Gegenwart des Schweizer Geschichtsunterrichts und die öffentliche Diskussion:
- Die Debatte über den Geschichtsunterricht in der Schweiz wurde in den letzten Jahren sehr stark durch die Einführung des Lehrplans 21 und die Kritik daran bestimmt.
- Seit dem Beginn des Prozesses der Tertiarisierung der Lehrerausbildung entsteht auch in der Schweiz eine geschichtsdidaktische Wissenschaft, die sich eine eigene Fachzeitschrift, einen Fachverband und eine Schriftenreihe aufgebaut hat (Einblicke in die neuere Forschung der Schweizer Geschichtsdidaktik).[6]
- Öffentliche Debatten zur Geschichtsdidaktik und Geschichtsverständnis in der Schweiz: 2015, im Jubiläumsjahr der Schlacht von Marignano, führten der Basler Historiker Thomas Maissen und Altbundesrat Christoph Blocher mehrere öffentliche Debatten zur Bedeutung von Mythen im schweizerischen Geschichtsbewusstsein, wobei sie sich einig waren, dass Mythen eine wichtige Rolle einnähmen, Maissen jedoch deren politische Instrumentalisierung befürchtete[7] und Blocher den Verlust schweizerischer Identität, falls historische Mythen zunehmend weniger Beachtung fänden.[8] Welche Geschichte die Schweiz braucht, ist nicht erst ein Streitgespräch unter Geschichtsgelehrten und zu den 500 Jahrfeiern von Marignano. Jakob Tanner legt in seinem Werk Geschichte der Schweiz im 20. Jahrhundert[9] die Frage «Transnationalität vs. Nationalität» wieder offen dar und fordert eine moderne Schweizer Geschichte/Geschichtsdidaktik, welche aus ihrer «Container-Perspektive» befreit werde.[10]